# گاتهام (فیلم)
گاتهام (به انگلیسی: Gotham) یا مرده نمی‌تواند دروغ بگوید (به انگلیسی: The Dead Can't Lie) فیلمی تلویزیونی محصول سال ۱۹۸۸ و به کارگردانی لوید فونویل است. در این فیلم بازیگرانی همچون تامی لی جونز، ویرجینیا مادسن، کالین بروس، کوین ژار و فردریک فورست ایفای نقش کرده‌اند.